# 宇治山田市警察
宇治山田市警察（うじやまだしけいさつ）は、かつて存在した三重県宇治山田市（現伊勢市）の自治体警察。

## 概要
警察法が1947年（昭和22年）12月17日に制定され、宇治山田市および度会郡の大半を管轄していた宇治山田警察署の管内には、宇治山田市・小俣町・二見町の3つの自治体警察と国家地方警察度会地区警察署が置かれることとなった。そして宇治山田市では1948年（昭和23年）2月6日に宇治山田市規則第2号から第5号にて宇治山田市警察の組織や服務を定めた。従来の三重県警察部が解体され、宇治山田市警察署が設置されたのは1948年（昭和23年）3月7日のことである。警察署庁舎は暫定的に宇治山田市岩淵町513番地に定めた。同日、宇治山田市規則第6号で宇治山田市公安委員会を設置し、3名の公安委員を任命した。初代公安委員長には和田善兵衛が就任した。更に同年3月20日には、宇治山田市条例第10号にて正式に職員定数、管轄区域、警察署の位置・名称を制定した。1950年（昭和25年）2月20日には「宇治山田市警察基本条例」が制定された。
1954年（昭和29年）に新警察法が公布された。これにより国家地方警察と自治体警察が廃止され、新たに都道府県警察として三重県警察本部が発足。宇治山田市警察も三重県警察に統合され、同年6月30日に姿を消した。

## 組織
1950年（昭和25年）2月20日制定の「宇治山田市警察基本条例」に基づく組織は以下の通りである。発足時は総務課・警務課・警備課・刑事課の4課体制であった。
- 宇治山田市公安委員会
  - 宇治山田市警察署長兼宇治山田市警察長
    - 刑事課
      - 看守係・少年係・鑑識係・経済係・捜査係・司法内勤係

    - 警備課
      - 警備係

    - 警ら隊長
      - 第一隊長・第二隊長

    - 警ら交通課
      - 交通係・当直係

    - 警務課
      - 自動車運転係・会計係・営業係・警務係

### 職員
1968年（昭和43年）発行の『伊勢市史』による。下表の「発足時」は、宇治山田市警察発足時の実員数、「条例」は1948年（昭和23年）3月20日制定の宇治山田市条例第10号で定める定数。
|        | 署長兼警察長 | 警部 | 警部補 | 巡査部長 | 巡査 | 警察書記 | 警察技術者 | 傭員・雇傭者 |
| ------ | ------------ | ---- | ------ | -------- | ---- | -------- | ---------- | ------------ |
| 発足時 | 1            | 0    | 3      | 10       | 74   | 7        | 0          | 3            |
| 条例   | 1            | 1    | 3      | 7        | 80   | 3        | 1          | 7            |

## 駐在所・派出所
| - 大湊駐在所 - 神社駐在所 - 浜郷駐在所 - 宮本駐在所 - 直轄駐在所（分隊） | - 駅前派出所 - 宇治派出所 - 古市派出所 - 船江派出所（分隊） - 八日市場派出所（分隊） - 曽祢派出所（分隊） - 常磐派出所（分隊） |

## 歴代警察長兼警察署長
| 代 | 警察長   | 階級 | 任期                  |
| -- | -------- | ---- | --------------------- |
| 1  | 樋口鉄男 | 警視 | 1948年3月 - 1954年6月 |